# Julków (województwo łódzkie)
Julków – wieś w Polsce położona w województwie łódzkim, w powiecie skierniewickim, w gminie Skierniewice.
W latach 1975–1998 miejscowość administracyjnie należała do województwa skierniewickiego.

## Zabytki
Według rejestru zabytków Narodowego Instytutu Dziedzictwa na listę zabytków wpisany jest obiekt:
- aleja lipowa Julków – Dębowa Góra – Ludwików, nr rej.: 536 z 5.05.1980